# セルゲイ・オシポフ
セルゲイ・アレクサンドロヴィチ・オシポフ（露: Сергей Александрович Осипов, 英: Sergey Aleksandrovich Osipov, 1978年7月14日 - ）は、ロシアの空手家である。

## 経歴・人物
モスクワ州のレーニン地区 (Ленинский район) のメシュコヴォ (Мешково) に生まれる。身長は181センチメートル、体重は90キログラムである。極真空手道連盟極真館ロシア連盟に所属している。段位は2段である。ウラジーミル・プーチン大統領のボディーガードを務めている。
13歳のときに、家の近くの道場で空手を始める。2001年6月10日、世界ウェイト制空手道選手権大会の軽重量級で準優勝する。2002年3月、極真パリ国際空手道選手権大会で優勝する。2003年11月、全世界空手道選手権大会で7位となる。2005年9月、全世界ウェイト制空手道選手権大会の重量級で優勝する。2006年、ヨーロッパ極真空手道選手権大会の重量級で優勝する。2012年7月8日、全世界ウェイト制空手道選手権大会の80kg超級で準優勝する。

## プロフィール
当初、極真会館（松井派）ロシア支部に所属していたが、後に極真館ロシア支部へ移籍する。
極真会館（松井派）第7回全世界大会の際に、初出場ながら、当時、勢いのあったニコラス・ペタスを上段回し蹴りで倒し、3位入賞を果たしロシアの存在をアピールしたアレキサンダー・ピチュクノフが試合後に、「ロシアには私より強い選手がいる」と言わしめたのがセルゲイ・オシポフ選手であった。
2003年開催された極真会館の第8回全世界大会では、途中骨折によって結果は7位に留まったが、必殺技の見えない角度で走る高速上段回し蹴りで、日本の名だたる選手達をマットに沈め、ロシアの冷徹な貴公子と恐れられた。極真会館（松井派）の世界チャンピオンとなり、現在K-1で活躍しているブラジルのエヴェルトン・テイシェイラさえもオシポフの上段回し蹴りによってマットに沈められている。

## 試合スタイル
常に冷静沈着で、ロシア選手独特の体を預けたような形で堅い突きを繰り出し、突き合いから目にもとまらない高速回し蹴りで、相手選手をマットに沈める。
オシポフ選手の回し蹴りは、股関節の柔軟性に富み、膝の角度が高く、膝からつま先までが水平の角度で放たれるために相手選手の視界に入りにくい。そのため、上段蹴りが来る事がわかっていても受けられない。